# إمي وادا
إمي وادا (باليابانية: ワダ・エミ) هي مصممة أزياء تقليدية يابانية، ولدت في 18 مارس 1937 في كيوتو في اليابان.

## وصلات خارجية
- إمي وادا على موقع IMDb (الإنجليزية)
- إمي وادا على موقع روتن توميتوز (الإنجليزية)
- إمي وادا على موقع ألو سيني (الفرنسية)
- إمي وادا على موقع أول موفي (الإنجليزية)
- إمي وادا على موقع قاعدة بيانات الفيلم (الإنجليزية)